# Новофонтанка
Новофонта́нка — село в Україні, у Привільненській сільській громаді Баштанського району Миколаївської області. Населення становить 88 осіб.

## Географія
Селом тече Балка Широка. 

## Населення
Згідно з переписом УРСР 1989 року чисельність наявного населення села становила 108 осіб, з яких 48 чоловіків та 60 жінок.
За переписом населення України 2001 року в селі мешкало 87 осіб.

### Мова
Розподіл населення за рідною мовою за даними перепису 2001 року:
| Мова       | Відсоток |
| ---------- | -------- |
| українська | 89,77 %  |
| російська  | 6,82 %   |
| польська   | 2,27 %   |
| молдовська | 1,14 %   |